# Venevisión
Venevisión (contracción de Venezolana y Televisión; oficialmente Corporación Venezolana de Televisión) es un canal de televisión en señal abierta venezolano operado por Cisneros Media y propiedad de la Organización Cisneros. Empezó sus transmisiones el 1 de marzo de 1961 y cuenta con un canal internacional llamado Ve Plus, el cual es distribuido en países de América, Europa y Asia. La principal empresa productora y distribuidora del canal es Cisneros Media Distribution, anteriormente conocida como Venevisión International.
Venevisión transmite desde la ciudad de Caracas al resto del país a través de frecuencias terrestres de señal abierta. Actualmente, Venevisión es el canal más antiguo de Venezuela tras la finalización de transmisiones de la cadena estatal Televisora Nacional, en 1991, y el cierre de la privada Radio Caracas Televisión, en 2007. Es de hacer notar que este último fue el principal y fuerte competidor de Venevisión durante casi 46 años; y desde el final de sus transmisiones hasta hoy, su lugar lo ocupa Televen, siendo su mayor y más duro competidor en la actualidad, si bien entre 1991 y 2001 fueron aliados al pertenecer a la Organización Cisneros.

## Historia

### Inicios
El 30 de junio de 1960 la empresa que operaba el canal 4 de Caracas, llamada entonces Televisión Independiente S.A., TeleVisa (la cual había sido fundada en 1953), suspendió sus transmisiones por problemas económicos, declarándose en quiebra meses después. Frente a esto, el presidente de Venezuela, Rómulo Betancourt, le propuso a Diego Jiménez de Cisneros Bermúdez que adquiriera la señal mediante licitación. El 17 de agosto de 1960 Jiménez de (Cisneros) Bermúdez fundó Venevisión. y el 1 de marzo de 1961 Inicio Transmisiones el canal 4 ahora como Venevisión.

### Fundación y Expansión (Década de 1960)
El 27 de febrero de 1961, Venevisión comenzó oficialmente sus transmisiones con un espectáculo inaugural que se llevó a cabo en los estacionamientos de los estudios de la emisora y en el que participaron miles de personas, incluyendo la presencia de invitados internacionales, destacándose especialmente la actriz estadounidense Joan Crawford, una de las principales estrellas de la época dorada de Hollywood. Sin embargo, sus transmisiones regulares empezarían formalmente el 1 de marzo del mismo año. Las emisiones de la televisora comenzaban a las 03:45 p. m. y culminaban a las 11:15 p. m..
Venevisión inició con un capital de 5,5 millones de bolívares y 150 empleados entre artistas, personal técnico y personal administrativo, principalmente heredados de TeleVisa. La directiva original estuvo conformada por Diego Cisneros (presidente), Alfredo Torres (jefe de transmisión), Héctor Beltrán (director de producción), y Orlando Cuevas (gerente general).
Inicialmente Venevisión transmitía en vivo, ya que aún no se habían instalado magnetoscopios en los estudios del canal para transmitir programación grabada. A excepción de las noticias, para la elaboración de sus programas se utilizaron los formatos técnicos utilizados en las películas de esa época. En un corto período de tiempo Venevisión amplió su señal a nivel nacional y fue el canal más sintonizado en todo el país. En marzo de 1961 Venevisión firmó dos acuerdos con la cadena estadounidense ABC: uno de apoyo técnico y la otra para los derechos de transmisión de sus programas. Gracias a estos acuerdos Venevisión pudo completar la adquisición de los magnetoscopios.
En su primer año de existencia Venevisión invirtió aproximadamente 800 000 bolívares al mes en publicidad. La primera telenovela producida por el canal fue La cruz del diablo, que se transmitió todos los días en vivo y por espacio de 15 minutos. Igualmente sale al aire el primer noticiero llamado Informaciones Venevisión, el cual también duraba 15 minutos. Las dos primeras estrellas latinoamericanas que aparecen en la pantalla de Venevisión fueron Olga Guillot y Lucho Gatica.
En diciembre de este año Venevisión realizó el primer maratón de 24 horas de duración llamado Venemarathon, el cual se realizó con el fin de recaudar juguetes para los niños más necesitados y fue conducido por Héctor Beltrán, Amelia Román y América Alonso entre otros. Ya en 1965 Venevisión emitía 18 de los 20 espacios de mayor audiencia en Venezuela y, en un breve lapso, se convirtió en el primer circuito nacional con los canales 4, 6, 7, 9 y 12 llegando a todos los rincones del país.

### Décadas de 1970, 1980 y 1990
En la década de 1970, al igual que otras estaciones de televisión en el país, Venevisión comenzó a experimentar con las transmisiones a color, inicialmente con la emisión de eventos especiales, y más tarde con la producción de determinados proyectos en color para ser exportados a otros países. Las emisiones experimentales se realizaron de manera clandestina y pasaron desapercibidas por décadas a excepción de quienes ya habían logrado importar un aparato de TV en colores. 
En 1971 el canal comenzó la distribución internacional de sus programas gracias a la implementación de la tecnología de la videocinta años atrás. Su primera venta internacional fue la telenovela Esmeralda, escrita por Delia Fiallo, producida por José Crousillat y protagonizada por la exitosa pareja del momento: Lupita Ferrer y José Bardina. Este hecho marcará un hito histórico no solo para la empresa, porque sus producciones ahora podrían ser vistas en todo el mundo, sino porque fue el primer programa televisivo venezolano en ser exportado.
El 29 de enero de 1972 Venevisión estrena uno de los programas más longevos del canal y la televisión venezolana: el programa de variedades Sábado Sensacional, el cual sigue siendo emitido hasta hoy en día. Este mismo año se adquiere los derechos para transmitir y producir anualmente el certamen de belleza Miss Venezuela, justo cuando la madurez del concurso empieza a dar frutos.
Dos años más tarde Venevisión transmite la X Copa Mundial de Fútbol de 1974, realizado en la entonces Alemania Federal, siendo el segundo canal de TV abierta en el país en llevar este evento (el primer evento de esta magnitud, México 1970, se transmitió exclusivamente por Radio Caracas Televisión). Es de hacer notar también que esta edición del Mundial de Fútbol fue la primera en ser transmitida por esta cadena. Un año más tarde, comenzaría a transmitir los juegos de béisbol de Grandes Ligas.
En 1976 Venevisión instaló una potente antena de 100 metros de altura en el sector de Los Mecedores, muy cerca de las antenas de Venezolana de Televisión y CANTV, por lo que sus transmisores (los cuales estaban ubicados en la parte superior de las instalaciones del canal, en la urbanización La Colina, ubicado al norte de Caracas) fueron trasladados allí y, con esta nueva antena, la señal de Venevisión fue capaz de llegar a Petare, Caricuao y Guarenas, ahora con mejor calidad.
En 1978 el Ministerio de Transporte y Comunicaciones multó a Venevisión con 4000 bolívares de la época en dos ocasiones diferentes y en una misma semana debido a que violó los reglamentos establecidos para las transmisiones a color. No obstante, la señal seguía saliendo en blanco y negro, pero gradualmente la programación comenzaría a ser registrada y luego archivada en colores (práctica que no sería conocida a la luz pública sino años después). Esto se prolongó hasta el 30 de noviembre de 1979, cuando se informó que la TV venezolana ya podría transmitir a partir del 1 de diciembre de ese año toda su programación a nivel nacional utilizando la policromía, aunque las transmisiones en color en Venezuela no se harían oficiales definitivamente sino el 1 de junio de 1980.
El 8 de diciembre de 1979 se hace la primera transmisión a color, a nivel nacional, con el VIII Festival de la Canción Iberoamericana (OTI) desde las unidades móviles de Venevisión. En 1981, tras el fallecimiento de Ignacio Font Coll, presidente del Miss Venezuela, la Organización Cisneros y Venevisión se colocan al frente como accionistas mayoritarios del concurso y nombran a Osmel Sousa en ese cargo.
En 1982 Venevisión inició los trabajos preliminares en la ciudad de El Tigre (Estado Anzoátegui) para instalar equipos que ampliaron y mejoraron la cobertura en esa región. El 1 de noviembre de 1986 Venevisión inicia sus transmisiones vía satélite, siendo la primera estación de televisión de Venezuela en expandir su señal a todo el continente americano. El 27 de mayo de 1987 el presidente Jaime Lusinchi renueva a Venevisión su concesión para transmitir por 20 años más, hasta el 27 de mayo de 2007.
En 1989 se crea la empresa Venevisión International para distribuir producciones del canal y terceros en el mercado hispano de los Estados Unidos y América Latina. En noviembre de ese mismo año el Ministerio de Transporte y Comunicaciones sanciona al canal suspendiendo la transmisión por 24 horas alegando la violación de uno de los artículos de la -entonces vigente- Resolución 1.029, referente a la difusión en radio y televisión de cuñas publicitarias que incitaran al consumo de bebidas alcohólicas y cigarrillos, luego que durante unos días se transmitieron una serie de comerciales sobre cigarrillos en donde los mismos solo estaban acreditados con los respectivos logotipos de estos (esta misma medida también fue aplicada a RCTV y Televen).
El 4 de febrero de 1992 el presidente Carlos Andrés Pérez se dirigió a la nación desde los estudios de Venevisión durante el primer intento de golpe contra su gobierno. A partir del 22 de marzo de 1992 Venevisión emitiría durante 24 horas los días viernes, sábados y domingos. 
Para 1993 Venevisión firma contrato con la Liga Venezolana de Béisbol Profesional para empezar a transmitir sus temporadas. Esto continuó hasta 2018 (para luego regresar en 2023 tras 5 años de ausencia), cuando dejó de transmitirse por este canal, alegando que fue por "problemas de logística". En abril de 1994 se empezó a emitir ininterrumpidamente durante 24 horas y los siete días a la semana, el cual aún sigue en funcionamiento. Hasta ese entonces iniciaba transmisiones a las 06:00 h y las culminaba a las 00:55 h.
En 1995 Venevisión fue la primera estación de televisión de Sudamérica en transmitir noticias y películas con subtítulos y audio de alta calidad. En 1996 Venevisión trasladó a todo un equipo para realizar la transmisión en vivo y directo de los XXVI Juegos Olímpicos de Atlanta, siendo la única ocasión en que el canal transmite estos juegos.
En 1997 se presentó una prueba de "Experiencia 3D" en donde, durante 8 días (entre el 31 de mayo y el 7 de junio de ese mismo año), los televidentes podrían ver diversos programas de ese canal en formato 3DTV por medio de lentes especiales, los cuales serían vendidos en distintas tiendas del país (entre ellas la -ya desaparecida- cadena de Supermercados CADA).

### Actualidad
En 2007, Venevisión comenzó a transmitir simultáneamente la Copa América y el Miss Venezuela de ese año en formato de alta definición, aunque no sería sino hasta 2011 que se oficializa el formato de vídeo para su programación, el cual podría variar entre SDTV y HDTV. Este último formato se utilizó solo para el Miss Venezuela para sus transmisiones en OnDirecTV.
Para 2012 Venevisión grabó su primera telenovela en alta definición: Los secretos de Lucía aunque, por los requerimientos de la Ley de Responsabilidad Social en Radio y Televisión en cuanto a su trama y argumento, la misma tuvo que ser emitida por Venevisión Plus; siendo en 2015 la producción Amor Secreto la primera novela HD en ser emitida, pero en formato SD. El 27 de mayo de 2012, la Comisión Nacional de Telecomunicaciones (CONATEL) le renueva la concesión por 5 años. El 1 de marzo de 2015 Venevisión se convirtió en el canal más longevo de Venezuela al cumplir 54 años de existencia (superando a RCTV, el cual finalizó sus transmisiones luego de 53 años, 6 meses y 12 días en el aire).
Para 2016, el canal volvería a emitir las Grandes Ligas de Béisbol (evento que solía transmitir entre 1975 y 1993), aunque esta vez solo los domingos. Igualmente, desde ese mismo año, el canal emitiría otras categorías de los mundiales de fútbol, como las Copas Mundial Femenina de Fútbol Sub-17 y Sub-20, realizados en Jordania y Papúa Nueva Guinea respectivamente, además de la Copa Mundial de Fútbol Sub-20 de 2017, realizado en Corea del Sur, cuya transmisión fue apadrinada por Empresas Polar.
En abril de 2018, el canal modifica su relación de aspecto a 16:9 widescreen en sus programas de entretenimiento ya grabados, con algunas producciones pasando a ser producciones de Venevisión Plus, esto con la intención de trasladar las operaciones actuales a su empresa filial, mientras las producciones en vivo seguirán siendo en 4:3 fullscreen. El 2 de octubre de ese mismo año CONATEL mediante un comunicado informa la renovación de la concesión a Venevisión, pero sin especificar el tiempo que ésta durará. Posteriormente, el 10 de octubre, el presidente de la Liga Venezolana de Béisbol Profesional (LVBP), Juan José Ávila, informó que Venevisión no transmitirá la temporada 2018-19 por primera vez en 25 años por razones desconocidas, aunque luego se dijo que fueron por "problemas de logística".
El 13 de marzo de 2020, el canal, junto a otros de la nación, presenta inconvenientes en su señal abierta y cableoperadoras debido a salida de órbita del satélite VENESAT-1, que fue anunciado el 25 del mismo mes. El 17 de marzo paraliza las grabaciones y trasmisiones en vivo de sus programas tras la declaración de estado de cuarentena por Pandemia de COVID19 a Venezuela impuesta por el gobierno, alterando la producción de sus programas en vivo y el resto de la programación desde el 27 de abril. Desde el 19 de mayo el canal incentiva al uso de su señal por streaming vía YouTube, tras salida de la compañía de televisión satelital DirecTV Venezuela en la misma fecha, aunado a la pérdida del VENESAT-1. A partir del 16 de junio se reinician progresivamente las producciones desde estudio con su programa matutino Portada's de manera ocasional en vivo, junto a la realización de las actividades del Miss Venezuela 2020 desde el 26 de junio, todo bajo cumplimiento de medidas de prevención para evitar la propagación del COVID-19. Para el 29 de noviembre empieza a transmitir la Superliga de Baloncesto desde los cuartos de final.
A partir de agosto de 2022, el canal retoma nuevamente las mediciones de audiencia con datos provistos de BB Media. En noviembre del mismo año, Jonathan Blum, presidente de Cisneros Media, anunció la creación de la división Venevisión Media, con un cambio en la gerencia general, la cual fue asumida por Andrés Badra, y que estará integrado por Venevisión, VePlus, Venevisión Digital Lab y Venevisión Experiences.
Desde el 8 de marzo de 2023, Venevisión obtiene su señal HD a partir de las transmisiones del Clásico Mundial de Béisbol 2023, para entonces solo por su streaming oficial. Ese mismo año, retoma las transmisiones de las Grandes Ligas de Béisbol y de la Liga Venezolana de Béisbol Profesional, además de realizar una serie de reformulaciones en Portada's y el apartado informativo, en esto último, renombrando al noticiero como Noticias Venevisión, y en ambos casos implicando un traspaso de estudio y escenografía.
El 21 de marzo de 2024, Venevisión realiza un ajuste en la relación de aspecto, pasando a ser una señal totalmente en 16:9, lo que permitió a su vez culminar el traslado de la señal al formato HD. A pesar de esto, algunos espacios seguirían grabándose en SD, como Super Sábado Sensacional. 

## Señales internacionales
Venevisión lanzó su primera señal internacional el 28 de agosto de 2000, con el nombre de Venevisión Continental, y durante 8 años se mantuvo como un canal exitoso de entretenimiento. En julio de 2008 el canal decide relanzarse con otro nombre especializado en el género latino, con el nombre de Novelisima, conservando su antigua programación de programas de entretenimiento, telenovelas y comedia pero ahora eliminando aquellos de opinión, deportes y política. Novelisima estuvo disponible en América Latina y Europa excepto Venezuela, República Dominicana, Colombia y Chile, ya que esos países contaban con su feed local que son Venevisión Plus desde 2007, Venevisión Plus Dominicana desde 2010 y Ve Plus TV Colombia desde 2012, respectivamente.
En julio de 2012 las señales de Novelísima y Venevisión Plus Dominicana se fusionaron en un nuevo canal llamado Ve Plus TV para toda América Latina y España, que junto a Venevisión+Plus en Venezuela y VmasTV en Colombia, conformaban las señales internacionales de Venevisión. En 2016 VmasTV cambió de nombre a Ve Plus TV Colombia (posteriormente se unificó con la señal internacional original del canal) y se lanzó la señal HD del canal Ve Plus TV. El 8 de febrero de 2017 se lanzó en Estados Unidos la señal de Venevisión USA, canal con contenido original de la cadena para la audiencia hispana de ese país. El 11 de febrero de 2019, Cisneros Media anunció la unificación de la señal de Venevisión Plus con su filial Ve Plus, manteniendo este último nombre.
A partir de mayo de 2019 Venevisión USA se une a la nomenclatura internacional, quedando como Ve Plus USA. El 1 de septiembre de 2021, Cisneros Media relanzó la marca Novelísima como un servicio AVOD de streaming, y como canal temático de telenovelas en señal abierta del territorio de los Estados Unidos y Puerto Rico.
En 2023 Venevisión Media lanzó la aplicación multiplataforma Venevisión Play que ofrece los canales en vivo Venevisión y Ve Plus (disponibles solo para Venezuela), Venevisión Internacional (señal para el exterior), y los canales FAST, Novelísima y Más Talk. 
La cadena Venevisión actualmente posee tres señales internacionales, de los cuales una es en alta definición, en donde transmiten sus producciones, realizadas mayoritariamente en Venezuela y en Miami, Estados Unidos, además de unas señales exclusivas para su plataforma Venevisión Play.
- Ve Plus (Venezuela): Venezuela.
- Ve Plus (Panregional): América Latina y España.
- Ve Plus (EEUU): Estados Unidos.
- Venevisión Internacional: Disponible Venevisión Play fuera de Venezuela.
- Noticias Venevisión: Exclusivo de Venevisión Play.
- Novelísima: Estados Unidos, América Latina y Venezuela
- Novelísima: Disponible en Venevisión Play en su formato de canal FAST.
- Más Talk: Exclusivo de Venevisión Play.
- Más Retos: Exclusivo de Venevisión Play.
- Más Risas: Exclusivo de Venevisión Play.

## Noticias Venevisión
Noticias Venevisión (anteriormente conocido como Informaciones Venevisión, El informador y Noticiero Venevisión) es el programa informativo de este canal de televisión y su primera emisión fue en la década de años 1960. Actualmente cuenta con tres emisiones:
| Noticiero         | Emisión                                    | Secciones |
| ----------------- | ------------------------------------------ | --- |
| Primer Contacto   | lunes a viernes de 6:00 a 7:00 a. m.       | Las Portadas de los diarios de circulación nacional Noticias nacionales e internacionales Es Viral Entretenimiento ¿A donde vamos? Portadas de los diarios deportivos de circulación nacional e internacional |
| Emisión Matutina  | lunes a viernes de 7:00 a 8:00 a. m.       | Entrevista Matutina Noticias nacionales Internacionales Vida y Salud Emprende con Venevisión Deportes Es Viral Estrenos y Estrellas                                                                           |
| Emisión Meridiana | lunes a viernes de 12:00 p. m. a 1:00 p.m. | Noticias nacionales Entrevista Venevisión Internacionales Vida y Salud Deportes Es Viral Estrenos y Estrellas Emprende con Venevisión                                                                         |
| Emisión Estelar   | lunes a viernes de 11:00 p.m. a 12:00 a.m. | Noticias nacionales Internacionales Vida y Salud Deportes Es Viral Estrenos y Estrellas Emprende con Venevisión                                                                                               |

### Plataforma en línea
Actualmente Noticias Venevisión también está presente en Internet a través del sitio noticierovenevision.net, teniendo también noticierovenevision.tv para ver las emisiones y avances del mismo en vivo y directo, donde se reflejan las informaciones más importantes del acontecer nacional e internacional. Adicionalmente el espectro informativo de Noticias Venevisión también abarca la transmisión de noticias por sus portales en Facebook, Twitter, Instagram y YouTube; además de contar con un canal FAST dentro de la aplicación Venevisión Play con programación completamente conformada por este noticiero.

## Deportivas Venevisión
Deportivas Venevisión es una división para la transmisión de eventos deportivos por parte del canal en señal abierta. Su primera emisión fue en la década de los años 1960. Es de hacer notar que en los años 1970 y 1980, este nombre también era el de un programa dedicado a la actualidad deportiva que se transmitía a través de este canal los domingos.
Actualmente cuenta con los siguientes derechos de transmisión:
- Clásico Mundial de Béisbol 2023 (con el eslogan: Atrapa la emoción).
- Clasificación de Conmebol para la Copa Mundial de Fútbol (Con el eslogan: El fútbol es tuyo).
- Béisbol de las Grandes Ligas (en su espacio: El Juego de la Semana y también con el eslogan: Atrapa la emoción).
- Liga Venezolana de Béisbol Profesional (también con el eslogan: Atrapa la emoción).
- Serie del Caribe (también con el eslogan: Atrapa la emoción).

Por otro lado, Venevisión también transmitía anteriormente los siguientes eventos deportivos:
- Copa Mundial de Fútbol (con el eslogan: El fútbol es tuyo).
- Primera División de Venezuela
- Copa América (también con el eslogan: El fútbol es tuyo).
- Superliga de Baloncesto
- Copa FIFA Confederaciones
- GP2 Series
- Copa Mundial Femenina de Fútbol Sub-17
- Copa Mundial Femenina de Fútbol Sub-20
- Copa Mundial de Fútbol Sub-20
- Liga Profesional de Baloncesto
- Baloncesto de la NBA
- Baloncesto de la PBA
- Juegos Olímpicos
- Eurocopa

## Miss Venezuela
El Miss Venezuela es el concurso de belleza nacional de Venezuela que se celebra anualmente desde el año 1952. Fue dirigido por el zar de la belleza Osmel Sousa entre 1981 hasta 2018. El certamen es responsable de seleccionar a las representantes del país al Miss Universo, Miss Mundo, Miss Internacional y el Reinado Internacional del Café, entre otros.
El desfile es transmitido y producido en vivo y directo para toda América Latina por Venevisión, con versiones corregidas en los Estados Unidos y México. Además es transmitida para toda América a través de DirecTV. Tradicionalmente, el desfile dura aproximadamente cuatro horas y se lleva a cabo a inicios de octubre, bien sea en el Poliedro de Caracas y el Estudio 1 de Venevisión. El desfile es precedido por un mes de acontecimientos preliminares, incluyendo los premios corporativos, la Presentación a la Prensa y la Gala Interactiva de la Belleza. Los dueños actuales del certamen es la Organización Miss Venezuela, la Organización Cisneros y la cadena de televisión venezolana Venevisión; a su vez es dirigido desde mayo del 2018, por un comité ejecutivo conformado por las ex misses Nina Sicilia, Gabriela Isler y Jacqueline Aguilera.

## Festival Internacional de la Orquídea
El Festival Internacional de la Orquídea es un certamen musical internacional realizado anualmente de manera ininterrumpida en Venezuela desde el año 1982 hasta el año 2012, regresando a su emisión en el 2023. Es producido y transmitido en vivo por la cadena Venevisión. Se realiza el primer o segundo sábado del mes de noviembre en la Plaza de toros Monumental de Maracaibo con más de 35.000 espectadores, como parte del programa de televisión, Súper Sábado Sensacional, dentro del repertorio de la Feria de La Chinita en el Estado Zulia. Durante los 30 años de transmisión de este evento tanto la producción como la transmisión en vivo estaban en manos de Venevisión, con retransmisiones a Venevisión Plus y Latinavision (España), este último dejó de transmitirlo por motivos de su cese de transmisión.

## Eventos especiales
- Miss Venezuela
- Miss Venezuela Mundo
- Miss Universo Filipinas
- Miss Filipinas
- Miss Estados Unidos
- Miss Universo Colombia
- Miss Colombia
- Miss Universo
- Miss Mundo
- Miss Internacional
- Miss Tierra
- Premios Grammy Latino
- Premios Juventud

- Premios Lo Nuestro
- Premios Latin American Music

## Logotipos

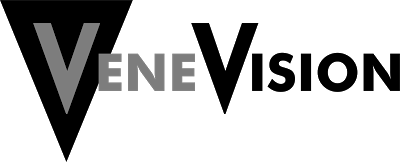
1966-1970
1970-presente (con variaciones creadas a lo largo de las décadas)

## Identificativos

### Mascota
Venevisión, como muchas instituciones y/o canales, posee su propia mascota: el famoso Tigrito de Venevisión, que apareció por primera vez en 1961, el cual representa la audacia y el valor del pueblo venezolano. Durante la década de 2000 dicha mascota dejó de aparecer sin previo aviso, y así se mantuvo hasta la década de 2020, cuando fue notoriamente reincorporado al canal.

### Marcha musical
En 1964 es creada por el maestro Aníbal de Abreu, la famosa Marcha de Venevisión. Dicha marcha es un identificativo general del canal para eventos o hechos de gran importancia como, por ejemplo, la coronación de una Miss Venezuela. Cuenta con diversas versiones especiales para mensajes navideños o bumpers ID. La composición se ha vuelto una parte singular de la cultural popular venezolana, y en general los venezolanos tienden a asociarla a momentos de logro o conmemoración especial.
En 1994, un año después de ser adquirida por la Organización Cisneros (y como una movida de sinergia corporativa), el canal chileno Chilevisión incorporó la tonada a su imagen identificativa (aunque creando sus propias variaciones). Esta fue retirada en 2002, y la cadena sería luego vendida en 2005 al empresario Sebastián Piñera (cortando así su relación con Venevisión).

#### Versiones de la marcha
- Original: actualmente usada en los boletines extraordinarios de Noticias Venevisión o en sucesos trascendentales, como eventos electorales (particularmente el anuncio de los resultados de una elección nacional). También es usada en homenajes u otras situaciones que requieran carga emocional. Esta marcha fue usada durante algunos años al coronarse campeón algún equipo de la LVBP.
- Sinfónica: utilizada para eventos especiales, posee la misma composición que la versión original, solo que esta es interpretada por una orquesta sinfónica y finaliza con un coro masculino cantando: "Venevisión".
- Feliz: siendo la más aplicada, se presenta especialmente en el Miss Venezuela y otros certámenes de belleza para celebrar la coronación de la ganadora y en Súper Sábado Sensacional para homenajear o celebrar a algún artista invitado. También se utiliza en boletines informativos para celebrar algún logro de Venezuela o de sus ciudadanos en el plano internacional. Esta marcha anteriormente se utilizaba al coronarse campeón algún equipo de la LVBP, la Serie del Caribe o de la Copa Mundial de Fútbol.
- Deportiva: anteriormente utilizada al coronarse campeón algún equipo de la LVBP, la Serie del Caribe o de la Copa Mundial de Fútbol (en este último caso si el campeón es un país latinoamericano o con una presencia migratoria importante en la demografía del país). Finaliza con un coro cantando la frase: "¡Venevisión, siempre Venevisión!".
- Navideña: anteriormente utilizada durante las fiestas decembrinas de Navidad y Año nuevo. Está adaptada de manera que hace alusión al género musical de la gaita zuliana, género que es asociado a dichas festividades en el país. Esta finaliza con un coro cantando la frase: "¡Venevisión les desea Feliz Navidad y Año nuevo!".

## Controversias
Como uno de los canales más longevos y vistos de la televisión en Venezuela, Venevisión y su compañía matriz Cisneros Media (el segundo conglomerado mediático más grande y poderoso de América Latina, superado solo por su principal aliada TelevisaUnivision de México), han tenido un rol importante en el desarrollo de las telecomunicaciones y el ámbito audiovisual en el país y en la región latinoamericana en general. En consecuencia, la señal ha sido blanco de críticas de parte de varios sectores políticos e intelectuales de la nación, enfocadas particularmente al contenido de sus programas tanto informativos como de entretenimiento:

### Incidencias políticas
- Venevisión, al igual que otros medios de comunicación privados de Venezuela, fue acusado de ser un presunto partícipe del Golpe de Estado del 11 de abril de 2002, en los cuales fue acusada por el propio Hugo Chávez de emitir dibujos animados y otros programas en lugar de las imágenes de lo que realmente ocurría en las calles los días 12 y 13 de abril de ese año (cuando en respuesta al golpe, varios partidarios de Chávez salieron a protestar contra el breve Gobierno de facto de Pedro Carmona, lo que terminó por influenciar su regreso al poder). Previo a eso, durante el golpe del 11 de abril, desde la azotea de un edificio, y por vía microondas, un periodista de la planta narraba los sucesos de Puente Llaguno, informando sobre una aparente masacre perpetrada por adeptos a Chávez contra una marcha opositora que se había manifestado el mismo día. Esta versión de la historia sería desmentida más adelante con un vídeo que ocultó el canal de noticias Globovisión y que demostraba que el gobierno y sus partidarios no disparaban a la marcha opositora como así lo quiso hacer ver Venevisión, sino a unos francotiradores y a efectivos de la Policía Metropolitana de Caracas que disparaban contra la marcha oficialista del mismo día, siendo este un caso de autodefensa. También se le criticó desde Miraflores el respaldo y cobertura al paro petrolero de 2002-2003.

- Venevisión también ha sido acusado por el presidente Nicolás Maduro de presuntamente «conspirar» y realizar «apología del delito» por emitir su cobertura en su noticiero de las protestas antigubernamentales de 2014 y la consulta nacional opositora de 2017,[38] así cómo la falta de cobertura a las elecciones a la Asamblea Nacional Constituyente de 2017,[39] por lo cual recibiría una sanción por parte de CONATEL.[40]

- Además, la izquierda venezolana también ha criticado históricamente a Venevisión por ser presuntamente «un canal de doble moral», afirmando que la creación de la cadena se habría realizado, en primer lugar, por intereses políticos debido a la inconveniencia del presidente Rómulo Betancourt de que la antigua Televisa pasara, eventualmente, a ser un canal crítico a su gobierno; además de la percibida publicidad positiva que hizo la cadena en la década de 1990 al entonces presidente Carlos Andrés Pérez durante su segundo gobierno (especialmente tras El Caracazo y las dos intentonas de golpe de Estado, ocurridas en febrero y noviembre de 1992 respectivamente) hasta ser destituido de su cargo por corrupción en 1993.

- A partir de 2005, Venevisión también recibiría fuertes críticas por parte de la oposición al chavismo por aparentemente dejar de ser crítico al gobierno de Hugo Chávez, así como también por la percibida cobertura excesiva dada al partido de gobierno durante las elecciones presidenciales de 2006 y a sus funcionarios, en detrimento de la oposición; además de no haberse solidarizado con Radio Caracas Televisión durante su polémico fin de concesión en 2007.

### Críticas hacia el contenido de la programación
- Desde 2005, el canal ha sido acusado por sectores distintos de la política venezolana por «distraer y atontar» al pueblo venezolano, basándose precisamente en el presunto exceso de telenovelas (nacionales e internacionales), la progresiva banalización, frivolización y vulgarización de sus programas de comedia y talk shows, y un presunto desprecio hacia la cultura venezolana y general en su programación. Adicionalmente, ambos sectores también han hecho señalamientos particulares, no solo contra las telenovelas, sino incluso contra otros programas como Portada's, Súper sábado sensacional, La guerra de los sexos y concursos como el Miss Venezuela y el Míster Venezuela. Es necesario resaltar que antes de su cierre, RCTV también fue blanco de críticas semejantes.
- Durante la gala de los Premios Grammy Latinos de 2021, en el momento que se anunció como canción del año a Patria y Vida, el canal dejó de transmitir brevemente la señal de la gala, y así mismo, no transmitió la interpretación de la canción en la ceremonia. Usuarios en redes sociales criticaron al canal por llevar a cabo lo que varios consideraron un acto de censura.[41]

### Otras incidencias
- Debido a la crisis económica en Venezuela, presente desde 2013, el canal ha sufrido dificultades económicas para llevar a cabo diversas producciones propias, lo que conllevó a la repetición de programas transmitidos en años anteriores, así como su sustitución por programas extranjeros (además de que en 2017, luego de la finalización de la telenovela Para verte mejor, la cadena emitió un comunicado en donde anunció que suspendería por tiempo indefinido la realización de este tipo de programas) y, muy especialmente, el poder mantener a sus talentos y otros trabajadores. Estos últimos han denunciado en reiteradas oportunidades la sistemática precarización laboral, la no renovación de la convención colectiva y pérdidas de beneficios, además de la retirada de más de 2000 empleados (para febrero de 2018 Venevisión contaba con 748 empleados, cuando antes de 2013 llegó a contar con casi 4000 empleados). En consecuencia, a inicios de 2020, los trabajadores del canal comenzaron una serie de protestas contra la planta, motivadas principalmente por los bajos salarios.[42][43][44]

- En 2014, la salida de Winston Vallenilla, quien conducía el programa La guerra de los sexos, tras su nombramiento como presidente de TVes (que, a su vez, le dio un abrupto final al mencionado programa poco después), también generó controversia. Viviana Gibelli anunció públicamente, a través de una entrevista en el diario El Universal, la salida del aire del programa debido a problemas «estrictamente económicos», resaltando que le hubiese encantado despedirse de su público y no descartó que pudiese haber, en un futuro, una nueva temporada con otro animador.[45] Posteriormente, Vallenilla respondería sobre la entrevista con que el programa «no sale más, no por falta de bolívares, sino por motivos políticos», afirmando que se trató de una «arremetida contra los artistas chavistas», haciendo referencia a su abierta postura a favor del gobierno de Nicolás Maduro.[46] Es de hacer notar que tras éstos sucesos, los programas que contaron con la participación de Vallenilla son notoriamente omitidos de la distribución oficial de La guerra de los sexos tanto en televisión como en la aplicación Venevisión Play (siendo en su lugar distribuidos únicamente los programas que contaron con la presencia de Daniel Sarcos), aunque momentos de su paso por el programa y el canal siguen disponibles en los canales de YouTube oficiales de Venevisión.